# Crecimiento natural

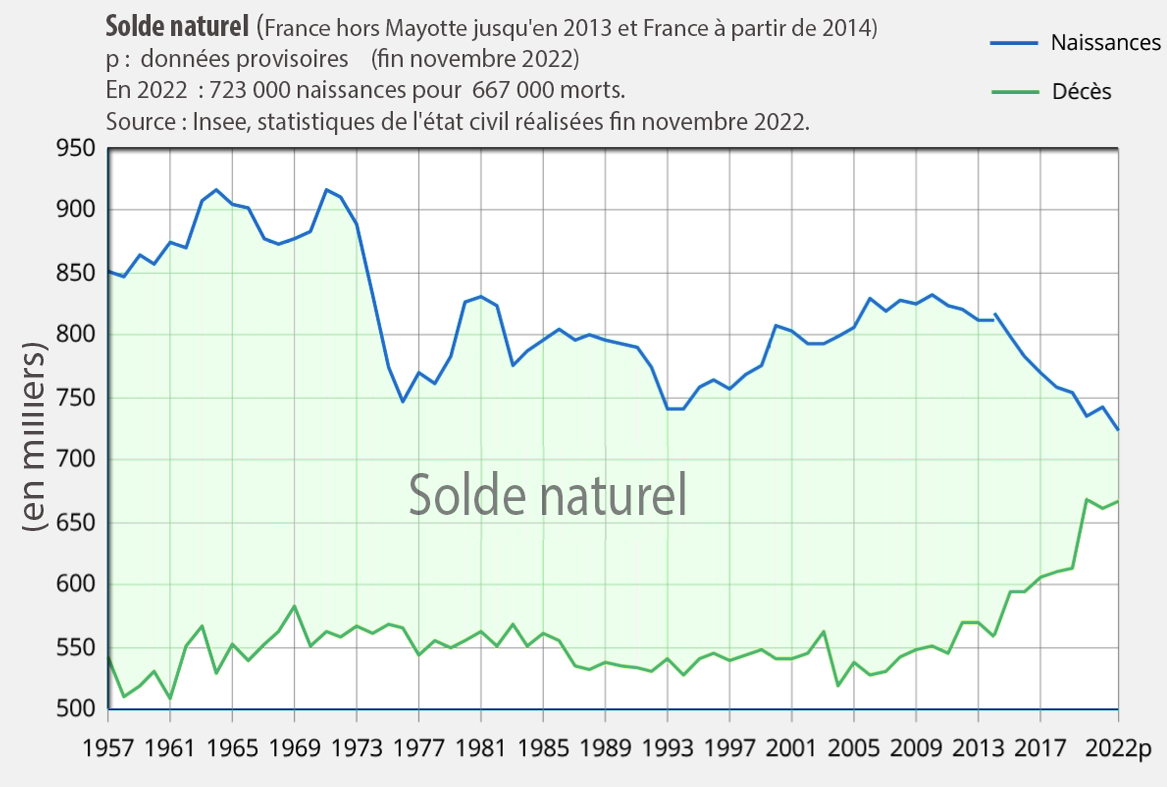
Crecimiento natural de Francia a partir de 2014

El crecimiento natural de una población es la diferencia entre el número de nacimientos y el número de defunciones de una población en un determinado periodo de tiempo, generalmente un año. Se diferencia del saldo migratorio, que resulta de la diferencia entre entradas y salidas migratorias en una población en un determinado periodo de tiempo.
La tasa de crecimiento natural es el crecimiento natural expresado en términos relativos al tamaño de la población. Como tal, se puede calcular dividiendo el crecimiento natural de la población entre el número total de habitantes, o bien como la diferencia entre la tasa de natalidad y la tasa de mortalidad. Se suele expresar en tanto por ciento o en tanto por mil. La tasa de crecimiento vegetativo se considera alta si supera el 4 %, moderada si se encuentra entre el 1 % y el 2 %, y baja si es inferior al 1 %, aunque esta escala no debe tomarse en sentido estricto.[cita requerida]
Si el número de nacimientos en un año es superior al número de defunciones en ese mismo año se dice que la tasa de natalidad es mayor a la de mortalidad, es decir, la población aumenta. Por el contrario, si el número de nacimientos es inferior al número de defunciones, la población disminuye. En este caso, se puede hablar de crecimiento natural negativo, crecimiento vegetativo negativo o decrecimiento vegetativo.

## Cálculo del crecimiento natural

### Crecimiento natural absoluto
El crecimiento natural absoluto (CN) se expresa como:
| Símbolo               | Nombre                       |
| --------------------- | ---------------------------- |
| {\displaystyle CN}    | Crecimiento natural absoluto |
| {\displaystyle P_{f}} | Población final              |
| {\displaystyle P_{i}} | Población inicial            |

### Tasa de crecimiento natural
La tasa de crecimiento natural (TCN) se expresa como:
| Símbolo               | Nombre                      |
| --------------------- | --------------------------- |
| {\displaystyle TCN}   | Tasa de crecimiento natural |
| {\displaystyle P_{f}} | Población final             |
| {\displaystyle P_{i}} | Población inicial           |

También se puede considerar como denominador la población media a lo largo del periodo analizado, en lugar de la población inicial. En cualquier caso, el cociente estará expresado en tanto por uno. Para expresar la tasa como un porcentaje, habrá que multiplicar el resultado por 100; para expresarla como tanto por mil, habrá que multiplicar el resultado por 1000.
Alternativamente,
| Símbolo             | Nombre                      |
| ------------------- | --------------------------- |
| {\displaystyle TCN} | Tasa de crecimiento natural |
| {\displaystyle TN}  | Tasa de natalidad           |
| {\displaystyle TM}  | Tasa de mortalidad          |